# أسامة الحمدان
أسامه الحمدان لاعب كرة قدم سعودي، يلعب حارس مرمى.
كانت بداياته في نادي الإتحاد في الدرجات السنية ولعب بعدها لأندية الوطني والدرعية والعروبة والجبلين والفيحاء والنهضة والاتفاق والمجزل و الجبيل.